# ジンジソウ
ジンジソウ（人字草、学名：Saxifraga cortusifolia Siebold et Zucc.）は、ユキノシタ科ユキノシタ属に分類される多年草の1種。種小名（cortusifolia）は、「サクラソウモドキ属のような葉」を意味する。和名は、下に垂れた2個の花弁の長い形態を漢字の「人」の字に見立てたことに由来する。別名がモミジバダイモンジソウ、同属のダイモンジソウと比較して、葉がやや深く切れ込んでいることに由来する。

## 特徴
花茎の高さは10-35 cm。根茎は短く、直立または斜上し、頂に根生葉は束生し、長さ2-15 cmの葉柄があり、基部はハート形で全体に毛がある。葉身は円腎形-円形で、長さ2-11 cm、幅3-16 cm、縁は7-11に中裂する（まれに浅裂したり深裂する。）。葉に含まれる硝酸石灰結晶の形は針状。集散花序（円錐花序）に多数の白い花をやや密に付ける。苞は線形、花柄は長さ2-15 mmで微細な腺毛があり、1列の細胞からなる。萼裂片は長卵形で長さ約1-5 mm、花時に平開または反曲する。白い5個の花弁は開出する。上部の3個の花弁は広卵形、長さ約4 mm、鋭頭、基部に黄色または虹色に斑点があり、明らかな爪がある。下部の2個な花弁は、長楕円形で12-25 mmと長く、鋭頭、基部は長いくさび形。花弁に走る脈が一般に多い。雄蕊は10個、長さ約 5 mm、裂開直前の葯は橙黄色。花柱は初め短いが、花後に伸びる。開花時期は9-11月。種子は長さ0.7 mmの楕円形、表面に大小2種類の微細な乳頭状突起がある。染色体数は2n=22。

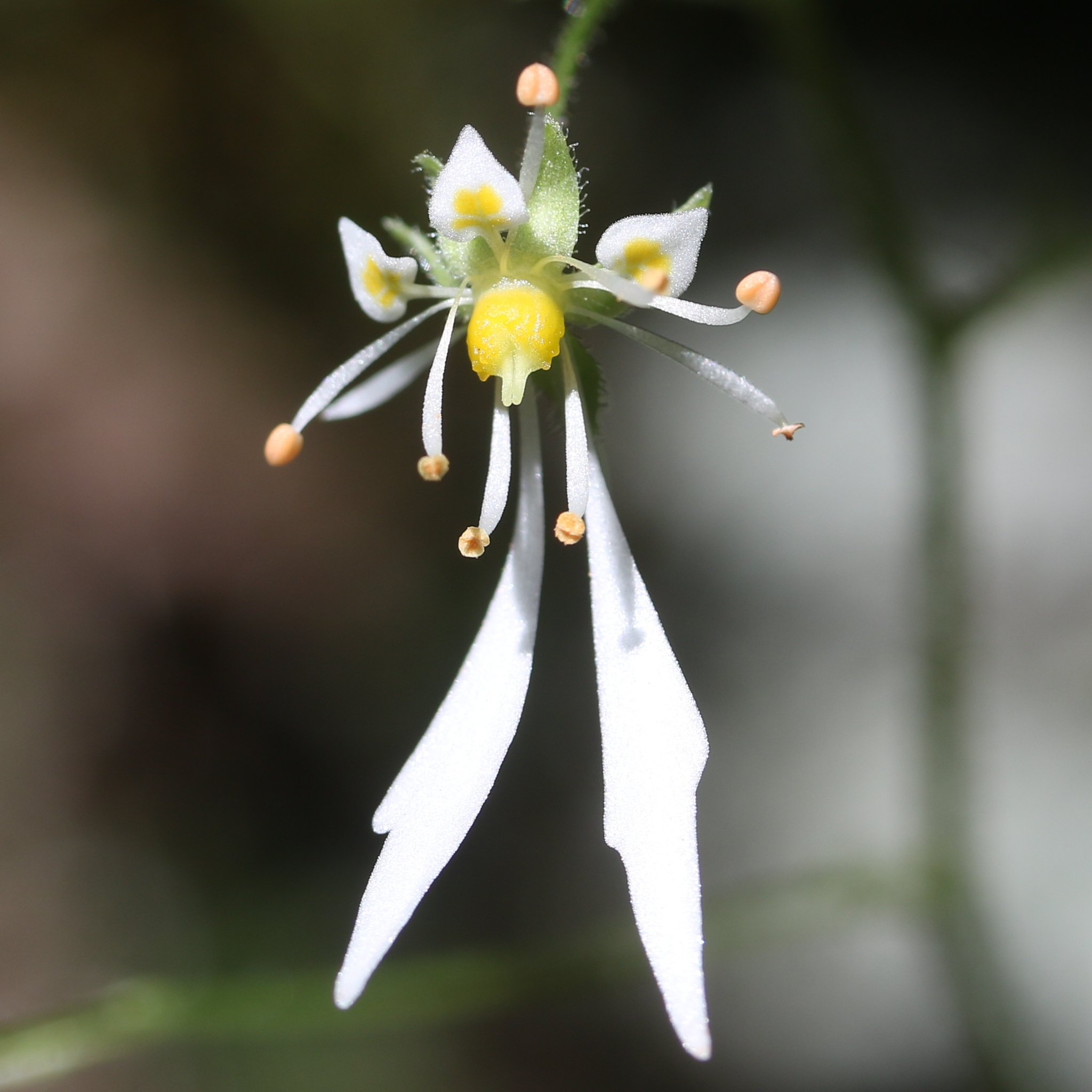
花の拡大
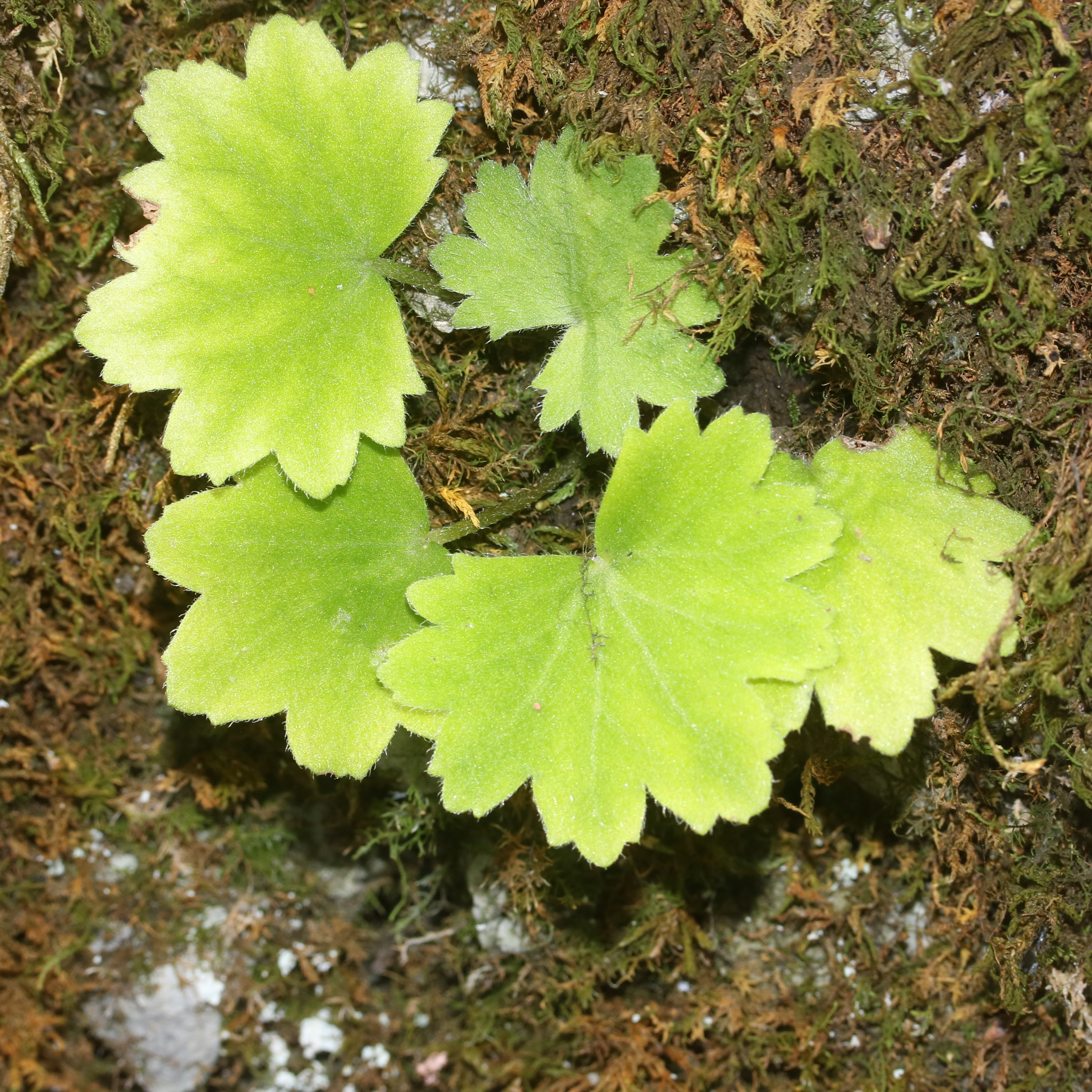
縁が中裂する円腎形の葉

## 分布と生育環境

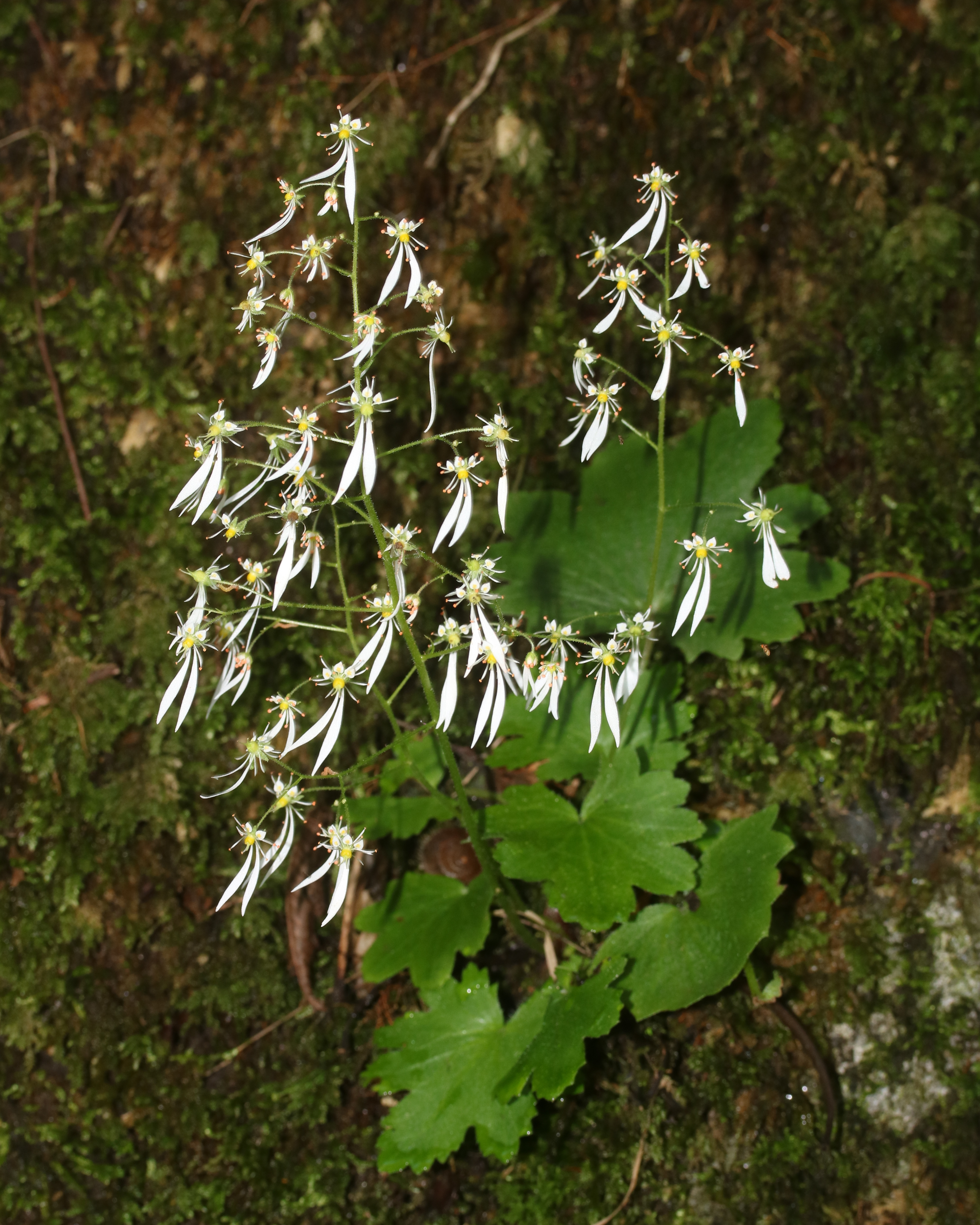
山地の谷筋の湿り気のある岩壁に生育するジンジソウ

日本の固有種。本州（関東地方以西）、四国、九州に分布する。
山地の渓流沿い、日陰や湿り気のある岩壁、老木上などに生育する。山野草として利用されている。

## 分類
同属のダイモンジソウに似る。以下の変種と品種が知られている。
- ツルジンジソウ - S. cortusifolia Siebold et Zucc. var. stolonifera (Makino) Koidz.[3]
- ムラサキジンジソウ - S. cortusifolia Siebold et Zucc. f. atropurpurea (Makino) Nemoto[8]
- マルバジンジソウ - S. cortusifolia Siebold et Zucc. f. breviloba H.Hara[9]
- フギレジンジソウ - S. cortusifolia Siebold et Zucc. f. incisa (Takeda) Nemoto[10]
- フイリジンジソウ - S. cortusifolia Siebold et Zucc. f. variegata (Nakai) H.Hara[11]

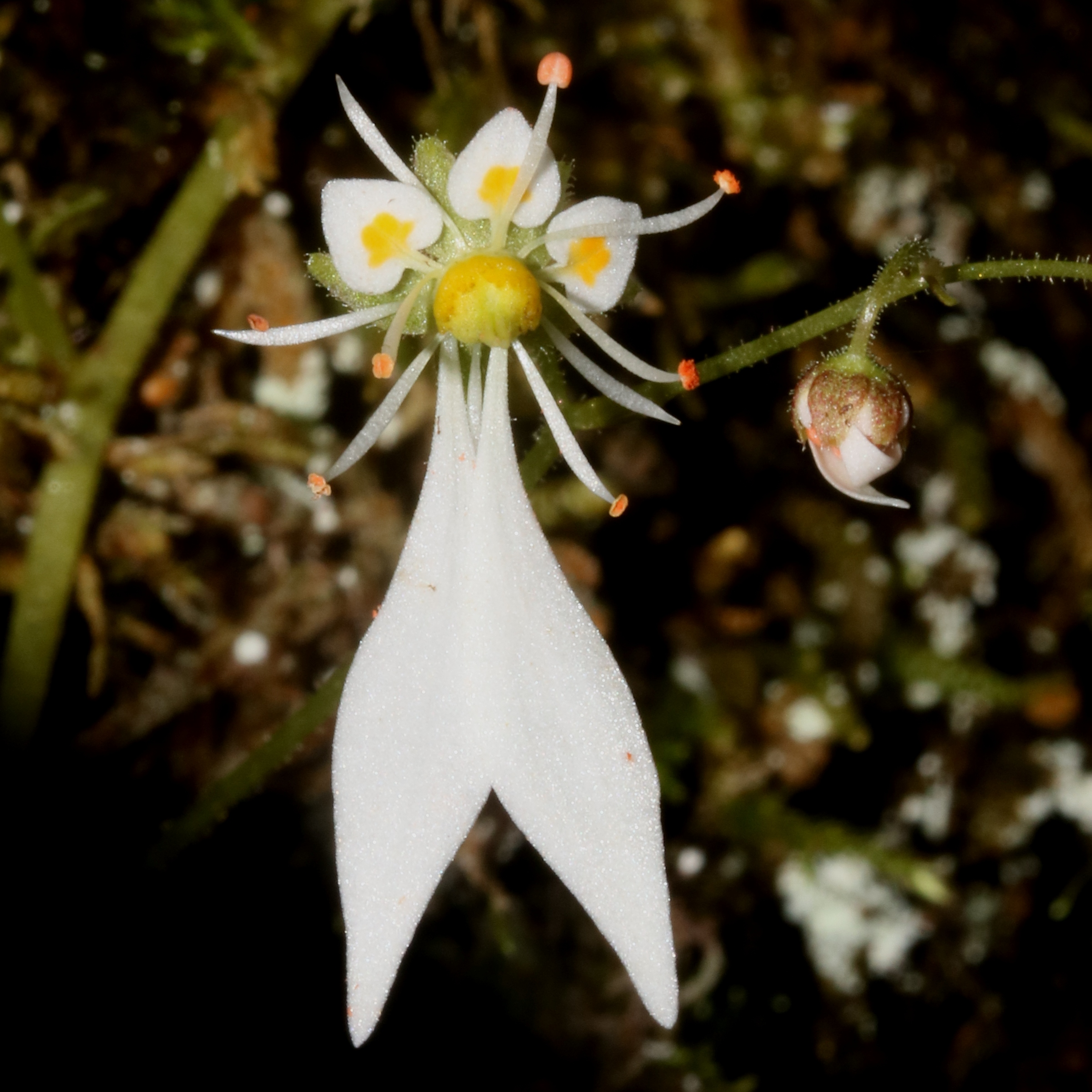
ジンジソウの花は「人」の字のように見え、花弁に黄色の斑点がある
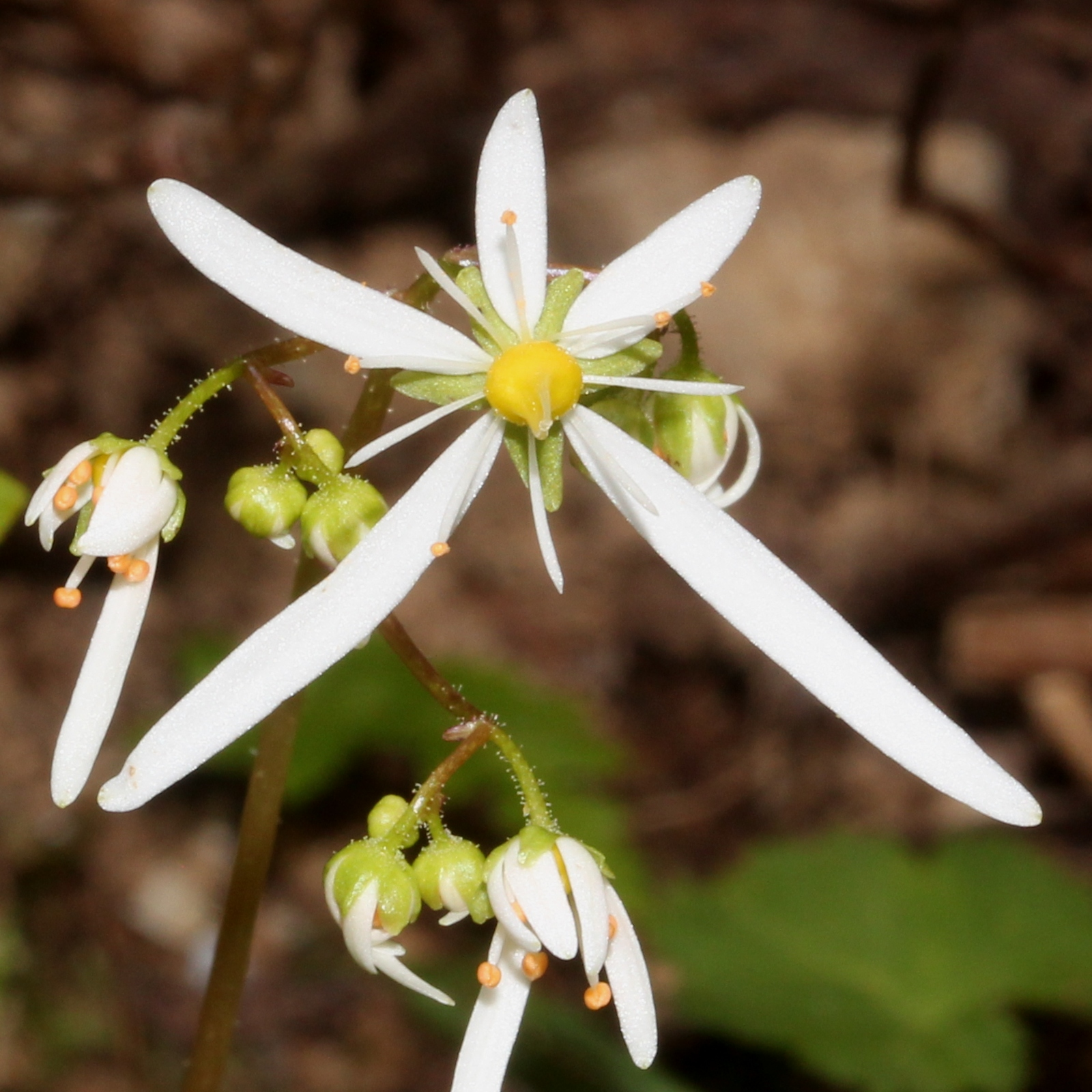
同属のダイモンジソウ（S. fortunei var. alpina）の花は「大」の字のように見え、花弁に斑点がない
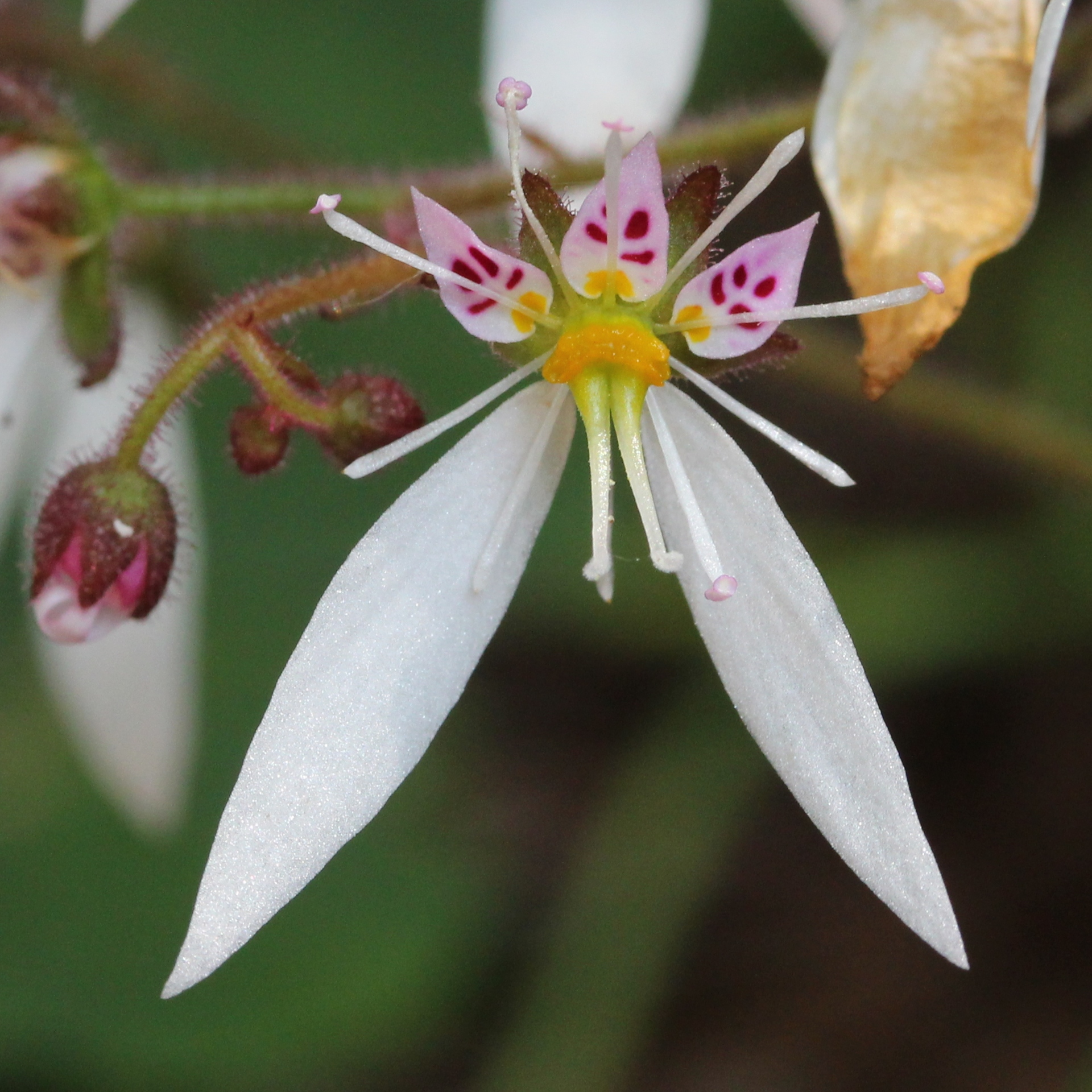
同属のユキノシタ（S. stolonifera）の花弁には赤色と黄色の斑点がある

## 種の保全状況評価
日本では以下の都道府県で、レッドリストの指定を受けている。変種のツルジンジソウが鹿児島県で、絶滅危惧II類の指定を受けている。園芸採取、ダム建設、森林開発などにより個体数が減少し絶滅が危惧されている地域がある。瀬戸内海国立公園、足摺宇和海国立公園、石鎚国定公園の特別地域などにおいて採集が禁止されている。
- 絶滅危惧I類 - 香川県[13]、鹿児島県[15]
- 絶滅危惧IB類（EN） - 東京都西多摩地区[16]
- 絶滅危惧II類 - 栃木県[17]、群馬県[18]、埼玉県[19]
- 準絶滅危惧（NT） - 山梨県[20]、長野県[21]
- 準絶滅危惧種 - 京都府[22]